# 호소이리촌
호소이리촌(細入村)은 도야마현 네이군에 설치되었던 촌이다. 현재의 도야마시에 해당한다.

## 지리
가미쓰강 좌안의 산지에 위치하고 가미쓰강 건너 구 야오정과 인접하고 기후현 히다시와 인접해 있다.

## 역사
- 1889년 4월 1일 - 정촌제 실시와 함께 네이군 이오리다니촌, 사사즈촌, 이와이네촌, 와리야마촌, 니레하라촌, 가타카케촌, 이노타니촌, 가니테라촌, 가가사와촌을 합병해 호소이리촌이 성립하였다.
- 2005년 4월 1일 - 가미니카와 군 오야마정, 오사와노정, 네이군 후추정, 야쓰오정, 야마다촌을 합병해 도야마시를 신설하여 폐지하였다.

## 교통

### 철도
- 서일본 여객철도 다카야마 본선
- 가미오카 철도 가미오카 선

### 도로
- 호쿠리쿠 자동차도
- 국도 41호선